# Шпилберк (замък)
Шпилберк (на чешки: Špilberk) e средновековен замък, разположен в град Бърно, Чехия. Той е основан през 13 век от чешкия крал Пржемисъл Отокар II като резиденция и крепост за защита на кралския град Бърно.

## История

### Средновековие
Първото писмено споменаване на крепостта е от 1277 г. Издигната е за защита на Моравия от юг. Златният си век преживява по времето на люксембургските маркграфове, които управляват оттук цяла Моравия. През 1560 г. е купен от моравски съсловия, които знаят значението на Шпилберк за областта, и веднага го продават на град Бърно. Като собственост на града замъкът остава до 1621 г., когато Бърно е наказан за участието си в антихабсбургското въстание — крепостта е конфискувана и отново става държавна, тоест кралска, собственост. По време на хуситските войни се доказва като непристъпна крепост. Звездният час на Шпилберк като военен обект, настъпва в края на Тридесетгодишната война. През 1645 г., въпреки недоброто си състояние, крепостта удържа почти четиримесечна обсада от страна на шведските войски, многократно превъзхождащи защитниците по брой и въоръжение. Тази победа изменя хода на войната, а Шпилберк доказва стратегическото си значение.

### Днешно време
От 1960 г. Шпилберк е превърнат в резиденция на Музея на град Бърно. През 1962 г. е обявен за национален културен паметник. Подложен е на значителна реконструкция и се превръща в забележителност на града.
През летните месеци, в дворовете на крепостта-замък се провеждат множество различни културни мероприятия: театрални представления, концерти и др.